# Bass Down Low
Bass Down Low ist ein Elektropop-Song der US-amerikanischen Sängerin Dev in Zusammenarbeit mit The Cataracs. Es wurde am 16. November 2010 veröffentlicht und war die erste Single-Auskopplung ihres ersten Studioalbums The Night the Sun Came Up. Mit Platz zehn in den britischen Single-Charts war es das bis dahin erfolgreichste Lied der Künstlerin. Bass Down Low wurde von Dev und The Cataracs geschrieben, wobei letztere auch als Produzenten fungierten. 

## Inhalt und Musik
Das Lied ist ein Elektropop-Titel, der durch Synthesizer und Bass-Grooves in Szene gesetzt wird. Laut AOL Radio bezieht sich das Lied auch auf die Black Eyed Peas, indem Dev singt: giving you that Black Eyed Peas – you know, that Boom Boom Pow. Das Stück handelt von einer Party-Nacht. Dev sagte über das Lied, dass es ein großartiger Nachfolger zu Like a G6 sei.

## Veröffentlichung
Am 16. November 2010 wurde das Lied offiziell im US-amerikanischen Contemporary-Hit-Radio vorgestellt. Am 6. Dezember 2010 wurde der Song zum Download bei iTunes veröffentlicht. Unter anderem unterstützte der britische Rapper Tinie Tempah Dev bei der Remix-Version des Songs, die in Großbritannien als Single veröffentlicht wurde. In einem Interview zeigte sich Dev von der Zusammenarbeit mit dem Rapper begeistert.

## Musikvideo
Das Video wurde von Ethan Lader gedreht und am 2. Dezember 2010 erstmals bei Vevo veröffentlicht. Später folgte noch eine Veröffentlichung des Musikvideos bei iTunes. Das Video wurde in einem Warenhaus in Los Angeles gedreht. Die Inspiration zum Musikvideo stamme laut Lader vom Film Fight Club. Das Video zeigt eine Party in einem Underground-Club von Los Angeles. Dev fordert die Leute zum Tanzen und Feiern auf. Die Szenen werden mit Bildern überbrückt, die zeigen, wie verschiedene Gegenstände zu Bruch gehen. Ron Slomowicz von About.com bezeichnete das Video als hübsch und einfach.

## Rezeption
Bass Down Low bekam gute Kritiken. Ed Masley von The Arizona Republic bezeichnete das Lied als einen der besten Lieder des Monats Dezember 2010. Außerdem lobte er Devs Einführung in das Lied mit ihrem Rap-Sprechgesang und den elektronischen Groove des Liedes. About.com lobte das Lied ebenfalls. The Border Mail bezeichnete Bass Down Low als Devs Kopie von den Black Eyed Peas.

## Kommerzieller Erfolg

### Chartplatzierungen
In den offiziellen Billboard-Hot-100-Charts erreichte das Lied am 12. Februar 2011 Platz 61. Im Vereinigten Königreich erreichte das Lied Platz zehn und ist dort das bisher erfolgreichste Lied der Sängerin (Stand: Oktober 2011). Es wurde dort mit einer Silbernen Schallplatte ausgezeichnet. In Deutschland und weiten Teilen Europas wurde der Song nicht veröffentlicht. Neben Platz 66 in Australien und Rang 35 in Kanada erreichte das Lied keine nennenswerten Platzierungen in den Charts. In den USA verkaufte sich das Lied bisher über 433.000 Mal.
| ChartsChartplatzierungen       | Höchstplatzierung | Wochen |
| ------------------------------ | ----------------- | ------ |
| Vereinigte Staaten (Billboard) | 61 (12 Wo.)       | 12     |
| Vereinigtes Königreich (OCC)   | 10 (19 Wo.)       | 19     |

| ChartsJahrescharts (2011)    | Platzierung |
| ---------------------------- | ----------- |
| Vereinigtes Königreich (OCC) | 99          |

### Auszeichnungen für Musikverkäufe
| Land/Region                  | Auszeichnungen für Musikverkäufe (Land/Region, Auszeichnung, Verkäufe) | Verkäufe |
| ---------------------------- | ---------------------------------------------------------------------- | -------- |
| Vereinigtes Königreich (BPI) | Silber                                                                 | 200.000  |
| Insgesamt                    | 1× Silber ·                                                            | 200.000  |